# ATP Antwerpen 1986, парний розряд
1. ПЕРЕНАПРАВЛЕННЯ European Open 1986, парний розряд